# 上海商报
《上海商报》，是中华人民共和国上海市出版的一份财经类报纸，也是中国大陆第一家转制为企业的日报，创刊于1985年10月3日，以民生财经为核心内容。该报在停刊前由上海世纪出版集团主管主办，上海商报传媒有限公司出版。2015年10月1日停刊。

## 历史及概况
《上海商报》创刊于1985年10月3日，初由中共上海市委财贸工作委员会和上海市人民政府财贸办公室联合主办，为经济专业报。创刊初期为对开4版，周报，1987年7月改为周二刊，1992年1月改为周三刊，此后改为周五刊，同时改为小报版式。该报以“实施上海经济发展的战略目标，办成与上海‘世界贸易中心’地位相称的传播媒介”为办报宗旨，以经济、贸易、工商企业的决策者、管理者、经营者以及广大消费者为读者对象。
2000年，根据中共中央办公厅、国务院办公厅《关于调整中央国家机关和省、自治区、直辖市厅局报刊结构的通知》和新闻出版署《关于落实中央“两办”30号文件调整报刊结构的意见》要求，《上海商报》改由上海世纪出版集团主管、主办。
2015年9月28日，《上海商报》发布公告称，自2015年10月1日起停刊。